# Moosthenning
Moosthenning település Németországban, azon belül Bajorországban. Lakosainak száma 5144 fő (2023. december 31.). Moosthenning Loiching, Dingolfing, Gottfrieding, Mamming, Pilsting, Leiblfing, Mengkofen, Weng (Isar) és Niederviehbach községekkel határos.

## Népesség
| Lakosok száma | 3255 | 3736 | 4652 | 4778 | 4851 | 4903 | 4931 | 4914 | 5014 | 5144 |
|               | 1970 | 1987 | 2004 | 2012 | 2014 | 2015 | 2017 | 2019 | 2021 | 2023 |